# Головница
Головница (укр. Головниця) — село в Корецкой городской общине Ровненского района Ровненской области Украины.
До 2020 года входило в Корецкий район.
Население по переписи 2001 года составляло 1218 человек. Население по данным 2024 года составляло 996 человек. Почтовый индекс — 34742. Телефонный код — 3651.